# Statens skola för vuxna
Statens skola för vuxna var namnet på en distansutbildningsskola i Sverige. År 1956 bildades Statens skola för vuxna i Norrköping (SSVN) och 1962 bildades Statens skola för vuxna i Härnösand (SSVH). Den kompletterade den kommunala vuxenutbildningen och arbetade med att stödja kommunerna i deras användning av distansmetoder i vuxenundervisningen.
1 januari 2002 slogs Statens skola för vuxna ihop med Distansmyndigheten och fick namnet till Nationellt centrum för flexibelt lärande (CFL) och blev en och samma myndighet. Centrumets lokaler i Härnösand invigdes 2002. Det fanns även verksamhet i Norrköping och i Hässleholm där huvudkontoret låg tillsammans med Myndigheten för kvalificerad yrkesutbildning. I myndighetens uppdrag låg bland annat att erbjuda flexibla utbildningsformer för vuxna med teckenspråk som första språk.
Myndigheten lades ned 2008.